# Болдинов
Болдинов — упразднённый хутор в Егорлыкском районе Ростовской области. На момент упразднения входит в состав Объединенного сельского поселения. В 1998 году включен в состав хутора  Объединённый и исключен из учётных данных.

## География
Располагался на северо-западе района, севернее балки/реки Эльбузд, с севера примыкал к хутору Объединённый. В настоящее время представляет собой улицу Мира хутора.

## История
По данным на 1926 год хутор Балдинов состоял из 36 хозяйств. В административном отношении входил в состав Объединённого сельсовета Мечетинского района Донского округа Северо-Кавказского края.

## Население
По данным переписи 1926 года на хуторе проживал 186 человек (93 мужчины и 93 женщины), из которых украинцы составляли 5 % населения, великороссы — 95 %.